# 南茨木駅
南茨木駅（みなみいばらきえき）は、大阪府茨木市にある、阪急電鉄（阪急）と大阪モノレールの駅。駅番号は阪急がHK-68、大阪モノレールが19。

## 概要
阪急京都本線と大阪モノレール本線が接続する。両社の駅は歩道橋で連絡している。
阪急の駅は大阪万博を期に1970年（昭和45年）に設置された。それまでは正雀駅 - 茨木市駅間の約5.4kmが阪急で最長の駅間距離であった。なお、2023年（令和5年）現在は高槻市駅 - 上牧駅間の約4.3kmが最長である。

## 歴史
1970年（昭和45年）に開催された日本万国博覧会（大阪万博）の会場アクセスのためにまず阪急の駅が阪急京都線と大阪府道の中央環状線が交わる地点に設置され、万博期間中は当駅から会場のメインゲートまでを直結するバスが運行されていた。その後1990年（平成2年）に大阪モノレールの駅が開業し接続駅となった。
阪急が万博会場へのアクセスのために設置した駅は当駅のほかにも千里線の万国博西口駅があるが、同駅が仮設であったのに対し、当駅は恒久の駅として建設された。

### 阪急電鉄
- 1969年（昭和44年）7月26日：駅建設工事着手。
- 1970年（昭和45年）3月8日：日本万国博覧会開催に際し、正雀駅 - 茨木市駅間に開業[3][2]。
- 2001年（平成13年）3月24日：ダイヤ改正により、急行停車駅となる[5]。
- 2007年（平成19年）3月17日：ダイヤ改正で急行が準急に格下げされたのに伴い準急停車駅となる。
- 2010年（平成22年）3月14日：ダイヤ改正で新設された快速の停車駅となる。
- 2013年（平成25年）12月21日：駅ナンバリングが導入され、使用を開始[6][7]。
- 2018年（平成30年）6月18日：この日発生した大阪府北部地震により駅舎が損傷し営業を休止。京都本線は地震当日の22時頃全線で運転を再開したが、駅舎が使用不能のため当駅は各駅停車を含め当日の全列車通過扱いとなり、翌日より営業再開した。
- 2020年（令和2年）12月10日：大阪府北部地震により損傷した南茨木阪急ビルの建て替え工事により、10月1日より供用を開始していたエレベーターに次ぎ、この日より階段も供用開始となる。
- 2022年（令和4年） 7月27日：「南茨木阪急ビル」全体竣工。翌28日にはエスカレーターの供用を開始し、8月1日よりビル内店舗が順次オープン。この工事の完了をもって、大阪府北部地震により損傷した南茨木駅の復旧工事が完了した[8]。

### 大阪モノレール
- 1990年（平成2年）6月1日：本線の千里中央駅 - 当駅間開通と同時に開業[9]。当初は終着駅だった[9]。
- 1997年（平成9年）8月22日：本線が当駅から門真市駅まで延伸、途中駅となる[9][10]。
- 2019年（令和元年）9月28日：可動式ホーム柵の使用を開始[11]。

## 阪急電鉄
相対式ホーム2面2線を持つ地上駅で橋上駅舎を有する。分岐器や絶対信号機を持たないため、停留所に分類される。改札口は1か所で、改札外にはコンビニエンスストア（ローソン）がある。各ホームと改札を連絡するエレベーターとエスカレーターが設置されている。大阪モノレールとの乗り換え客が多いが、特急停車駅の茨木市駅の隣であり連続停車を避けるため、特急や準特急は通過している。
トイレは改札内にある。
2003年（平成15年）頃に京都本線（上り）ホームに仮設トイレが設けられていた。
2018年の地震の影響で駅ビル（南茨木阪急ビル）が損壊し、一部のエレベーターが使用できなくなった。2020年末にエレベーター設置、2022年に改築完了。

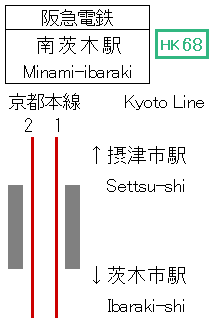
配線図

| 号線 | 路線      | 方向 | 行先                                 |
| ---- | --------- | ---- | ------------------------------------ |
| 1    | ■京都本線 | 上り | 茨木市・高槻市・京都河原町・嵐山方面 |
| 2    | ■京都本線 | 下り | 淡路・十三・大阪梅田・天下茶屋方面   |

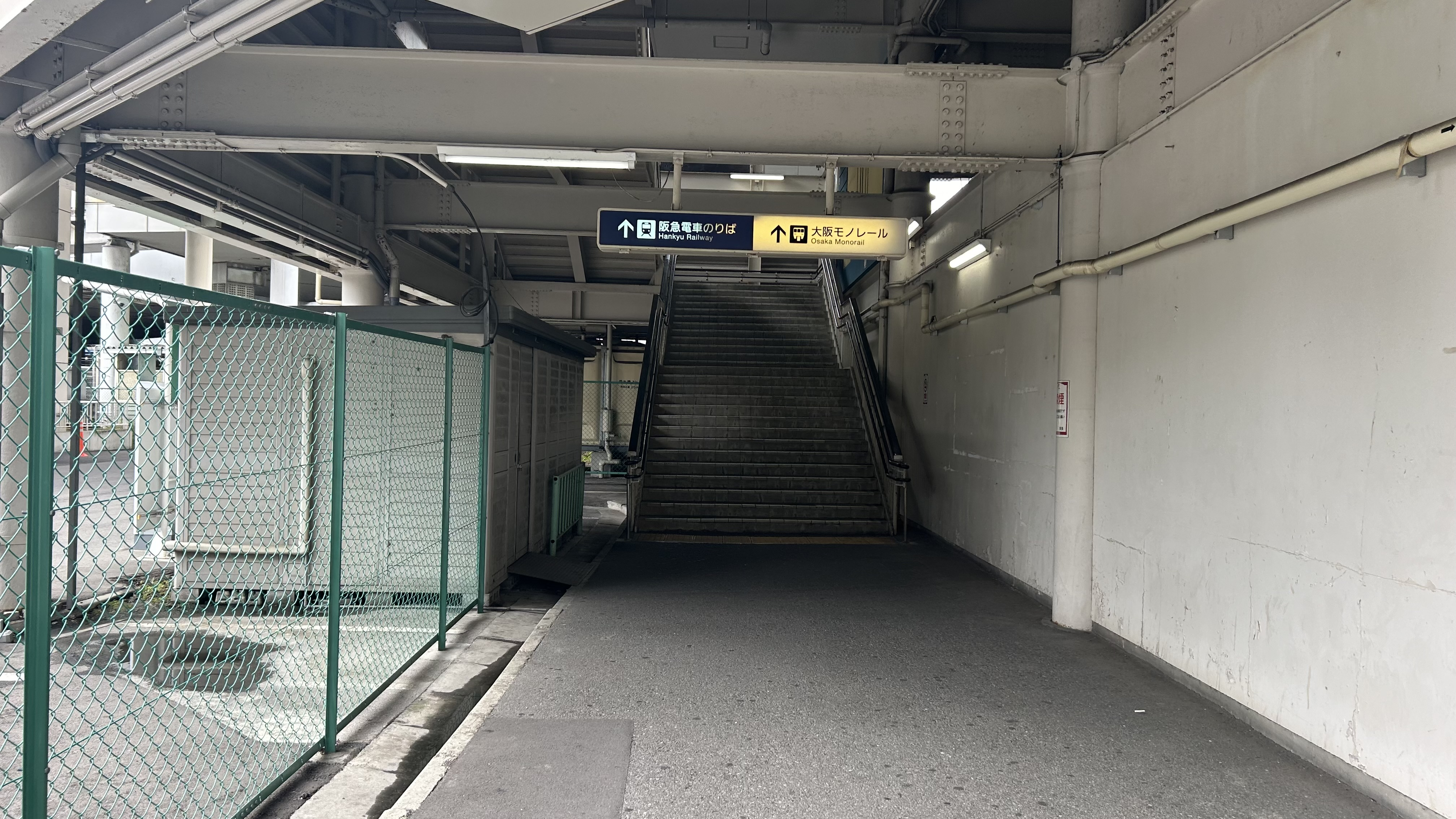
西口（2025年5月）
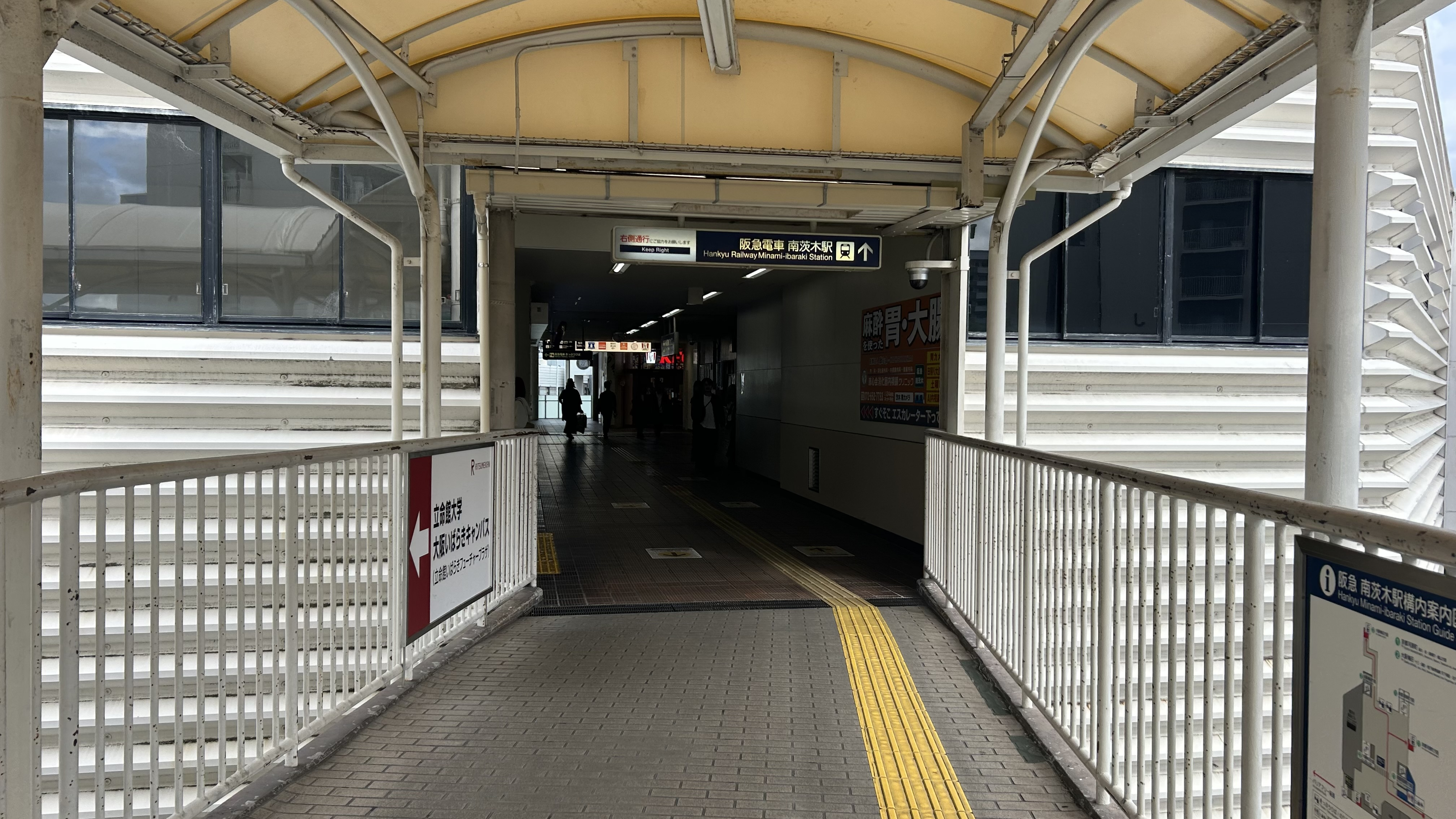
乗り換え通路（2025年5月）
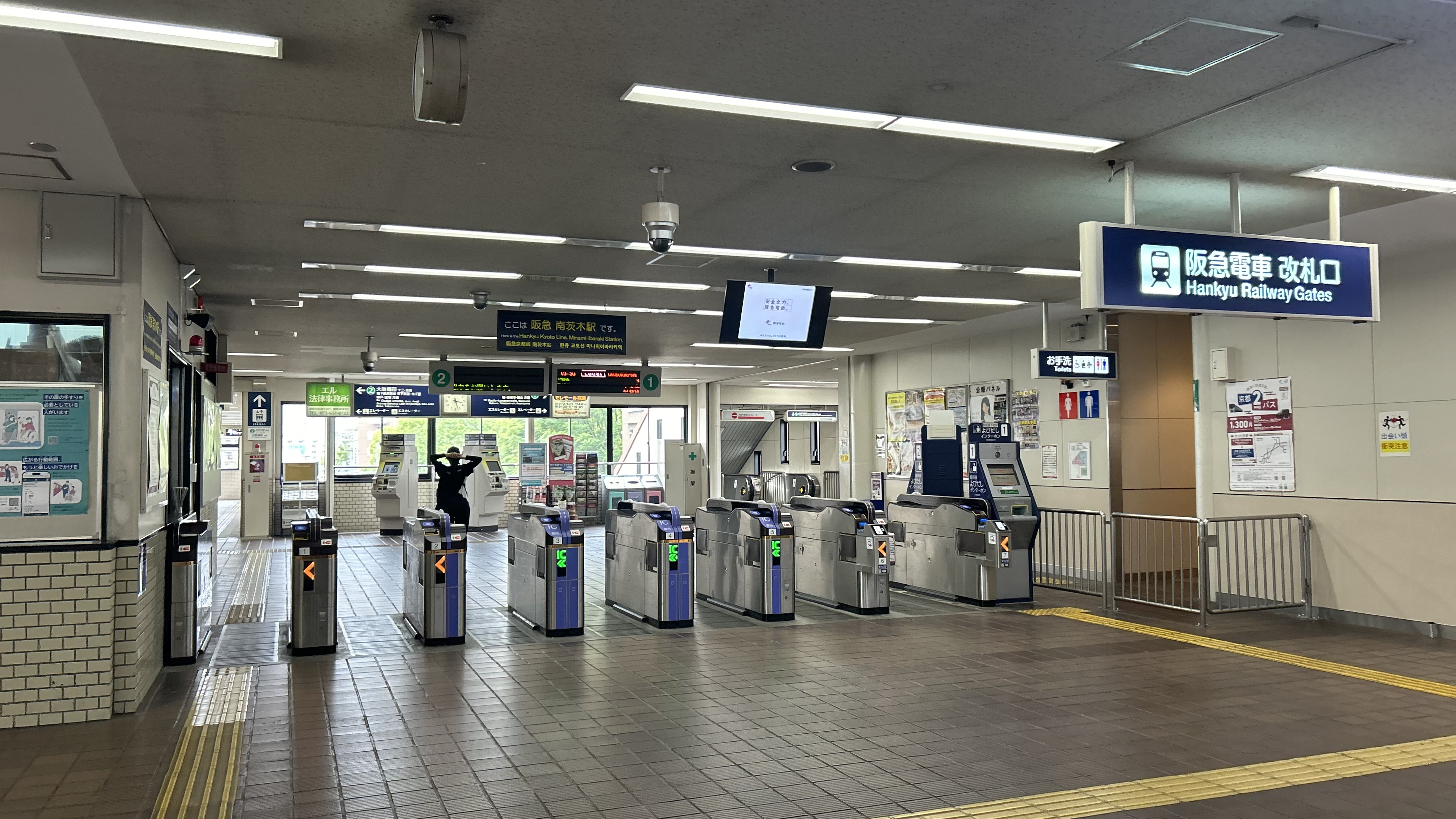
改札口（2025年5月）
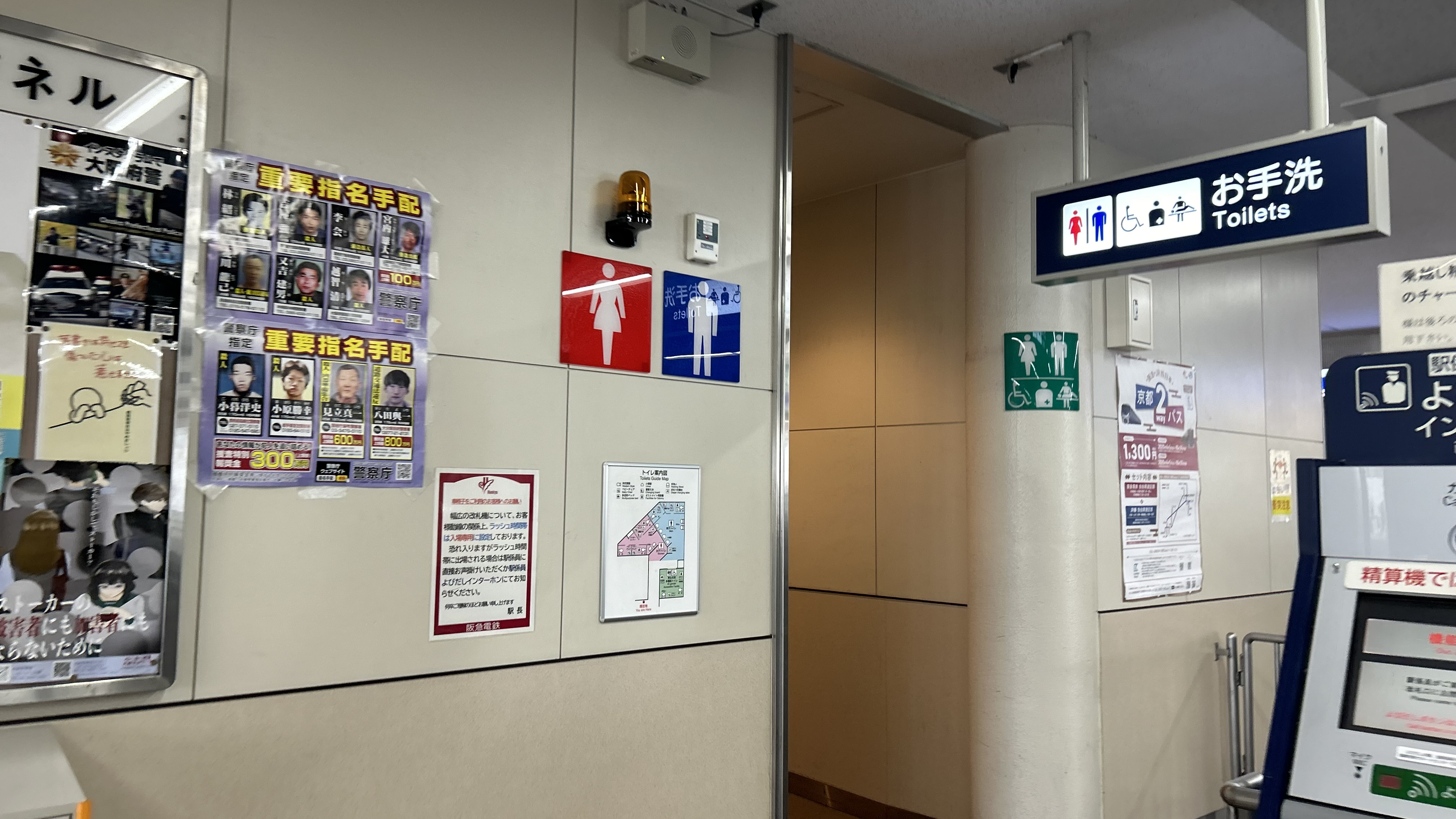
トイレ（2025年5月）
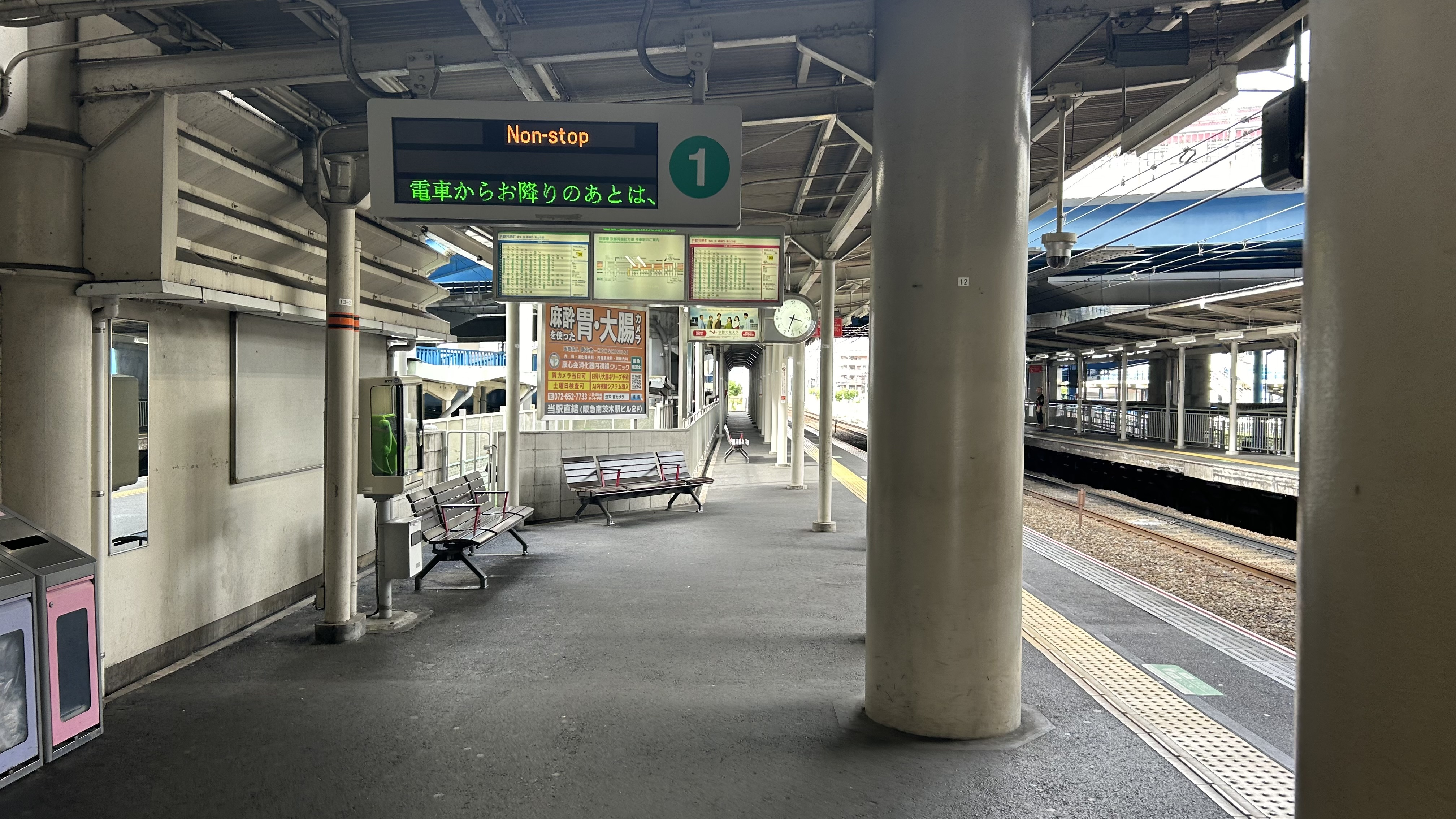
1号線ホーム（2025年5月）
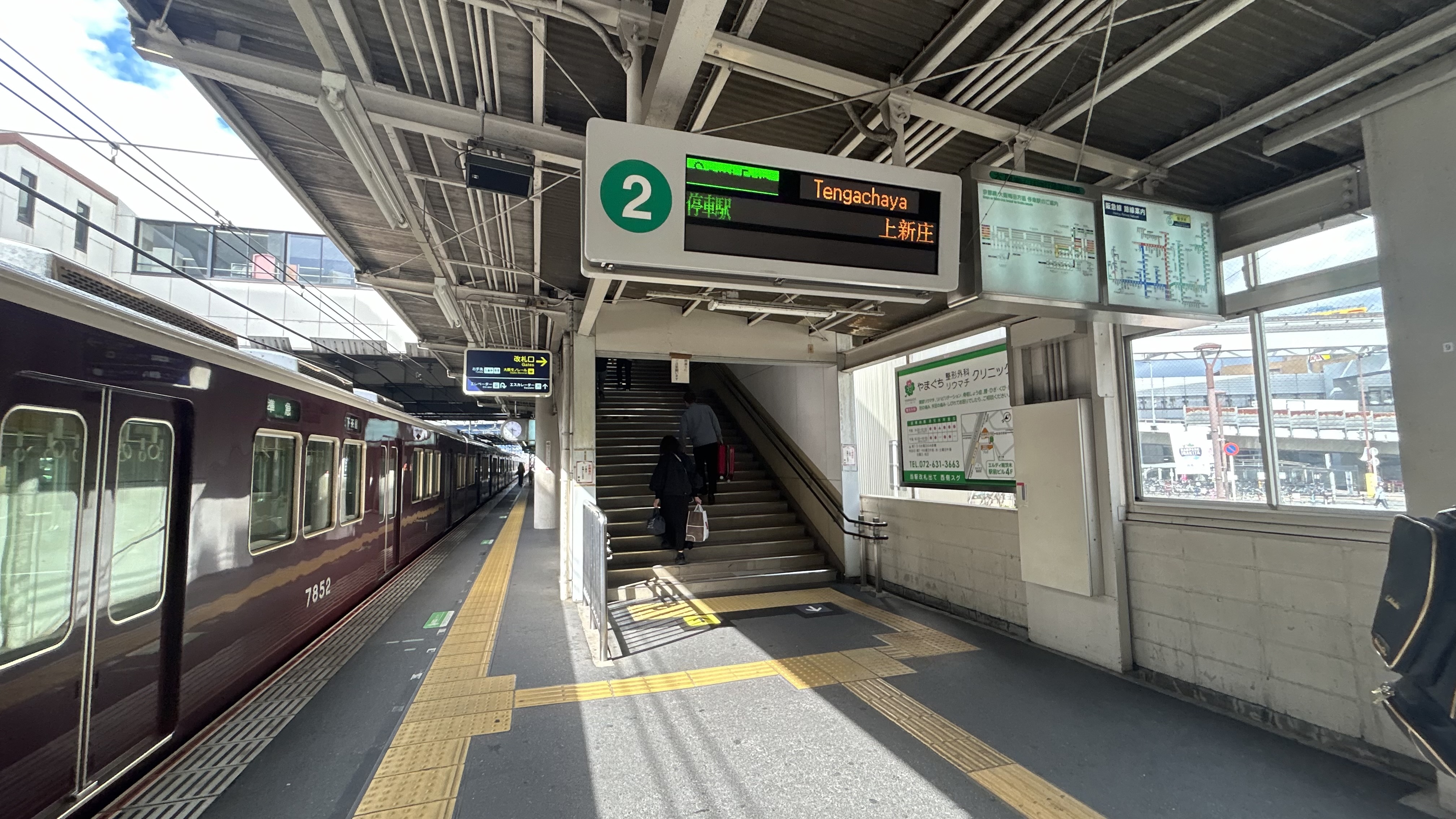
2号線ホーム（2025年5月）
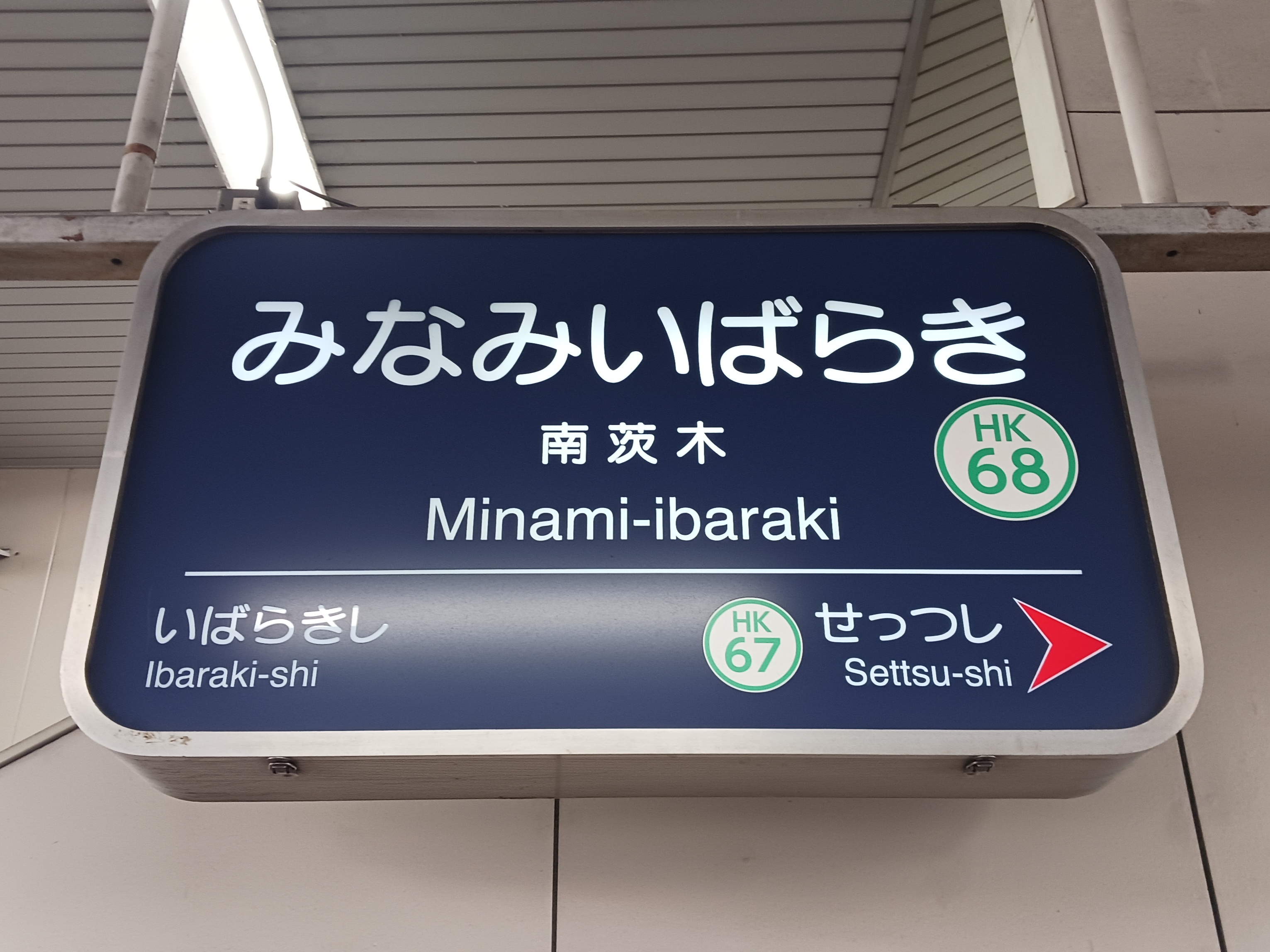
駅名標（2024年8月）

## 大阪モノレール
島式ホーム1面2線を有する高架駅。改札口は1か所で、改札外にはかつてキヨスク型の売店があったが閉店し、今はテナントスペースとなっている。
大阪空港発・門真市発ともに終電は当駅止まりとなっている（平日の大阪空港発のみ当駅止まり2本）。
大阪空港方に渡り線があり、当駅折り返しの臨時列車が運行される際などに使用される。

### のりば
| ホーム | 路線  | 行先         |
| ------ | ----- | ------------ |
| 1      | ■本線 | 門真市方面   |
| 2      | ■本線 | 大阪空港方面 |

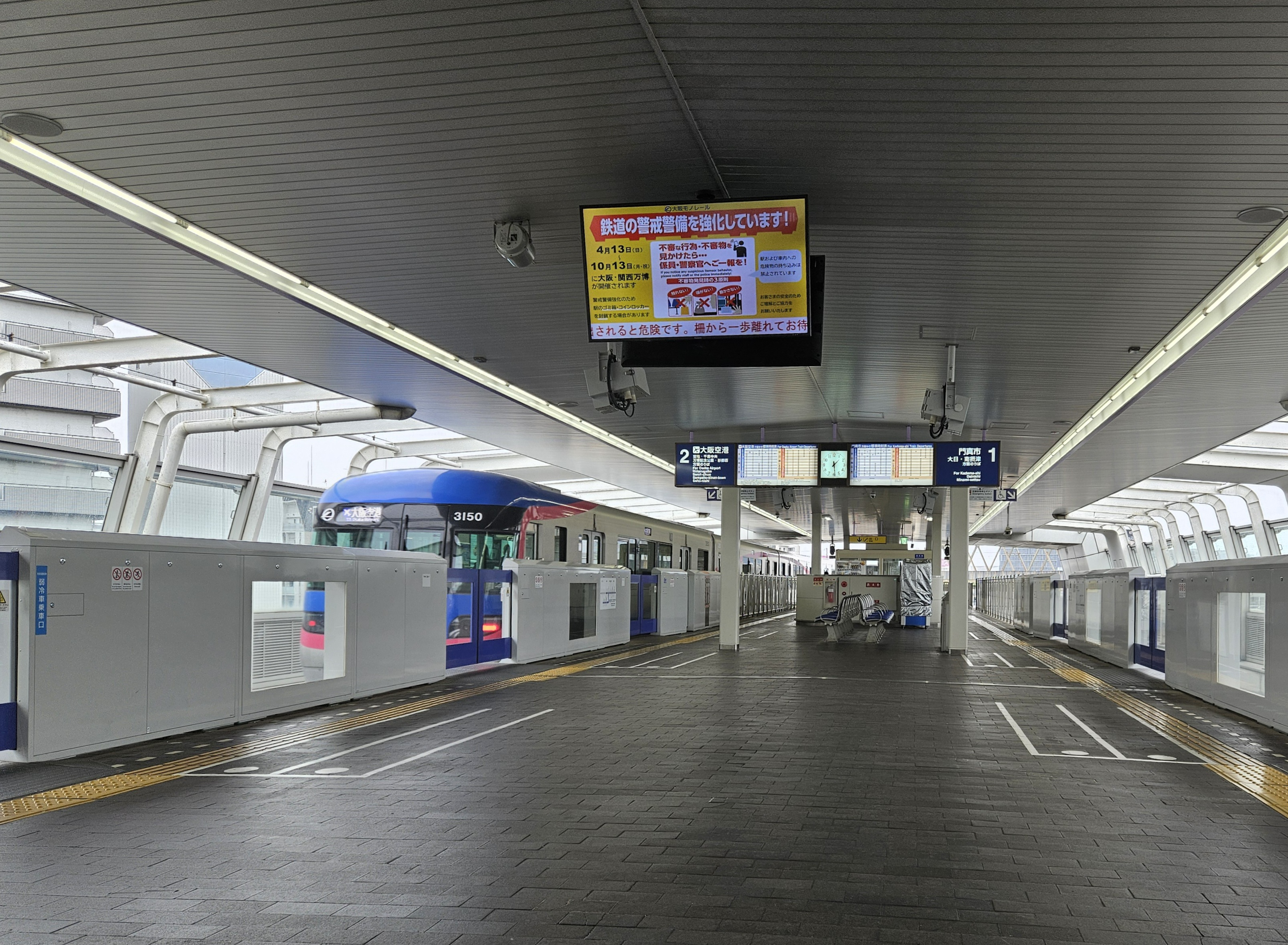
プラットホーム（2025年4月）

- 当駅折り返しの千里中央・大阪空港方面行きの臨時列車は1番線から発車する場合がある。

## 利用状況

### 阪急電鉄
2024年（令和6年）の1日あたりの通年平均乗降人員は39,188人であり、阪急電鉄全線では第14位である（13位＝池田駅、15位＝石橋阪大前駅）。

#### 年次別利用状況
各年次の乗降人員の推移は下表の通り。2015年までは平日限定、2016年以降は通年平均となっている。
| /        | 年次               | 乗車人員 | 降車人員 | 乗降人員 | 順位 | 出典        |
| -------- | ------------------ | -------- | -------- | -------- | ---- | ----------- |
| 平日限定 | 2012年（平成24年） | 20,325   | 20,375   | 40,700   | 19位 | [ 阪急 2 ]  |
| 平日限定 | 2013年（平成25年） | 20,482   | 20,571   | 41,053   | 19位 | [ 阪急 3 ]  |
| 平日限定 | 2014年（平成26年） | 20,986   | 21,000   | 41,986   | 19位 | [ 阪急 4 ]  |
| 平日限定 | 2015年（平成27年） | 21,910   | 21,977   | 43,887   | 18位 | [ 阪急 5 ]  |
| 通年平均 | 2016年（平成28年） | 20,574   | 20,571   | 41,145   | 18位 | [ 阪急 6 ]  |
| 通年平均 | 2017年（平成29年） | -        | -        | 40,886   | 18位 | [ 阪急 7 ]  |
| 通年平均 | 2018年（平成30年） | -        | -        | 40,364   | 19位 | [ 阪急 8 ]  |
| 通年平均 | 2019年（令和元年） | -        | -        | 40,604   | 19位 | [ 阪急 9 ]  |
| 通年平均 | 2020年（令和02年） | -        | -        | 30,138   | 19位 | [ 阪急 10 ] |
| 通年平均 | 2021年（令和03年） | -        | -        | 31,050   | 19位 | [ 阪急 11 ] |
| 通年平均 | 2022年（令和04年） | -        | -        | 34,856   | 19位 | [ 阪急 12 ] |
| 通年平均 | 2023年（令和05年） | -        | -        | 37,987   | 18位 | [ 阪急 13 ] |
| 通年平均 | 2024年（令和06年） | -        | -        | 39,188   | 14位 | [ 阪急 1 ]  |

#### 年度別利用状況
各年度の利用状況は下表の通り。
| 年度               | 特定日   | 特定日   | 特定日   | 年間（単位：千人） | 年間（単位：千人） | 出典          | 出典          |
| 年度               | 乗車人員 | 降車人員 | 乗降人員 | 乗車人員           | 降車人員           | 大阪府        | 茨木市        |
| ------------------ | -------- | -------- | -------- | ------------------ | ------------------ | ------------- | ------------- |
| 1970年（昭和45年） | 2,816    | -        | -        | -                  | -                  | [ 大阪府 1 ]  | -             |
| 1971年（昭和46年） | 3,704    | -        | -        | -                  | -                  | [ 大阪府 2 ]  | -             |
| 1972年（昭和47年） | 4,927    | -        | -        | -                  | -                  | [ 大阪府 3 ]  | -             |
| 1973年（昭和48年） | 5,491    | -        | -        | -                  | -                  | [ 大阪府 4 ]  | -             |
| 1974年（昭和49年） | 6,473    | -        | -        | -                  | -                  | [ 大阪府 5 ]  | -             |
| 1975年（昭和50年） | 7,065    | -        | -        | -                  | -                  | [ 大阪府 6 ]  | -             |
| 1976年（昭和51年） | 8,309    | -        | -        | -                  | -                  | [ 大阪府 7 ]  | -             |
| 1977年（昭和52年） | 9,205    | -        | -        | -                  | -                  | [ 大阪府 8 ]  | -             |
| 1978年（昭和53年） | 9,197    | -        | -        | -                  | -                  | [ 大阪府 9 ]  | -             |
| 1979年（昭和54年） | 10,469   | -        | -        | -                  | -                  | [ 大阪府 10 ] | -             |
| 1980年（昭和55年） | 10,951   | -        | -        | -                  | -                  | [ 大阪府 11 ] | -             |
| 1981年（昭和56年） | 11,135   | -        | -        | -                  | -                  | [ 大阪府 12 ] | -             |
| 1982年（昭和57年） | 11,204   | 10,789   | 21,993   | -                  | -                  | [ 大阪府 13 ] | -             |
| 1983年（昭和58年） | 11,750   | 11,308   | 23,058   | -                  | -                  | [ 大阪府 14 ] | -             |
| 1984年（昭和59年） | 11,301   | 11,062   | 22,363   | -                  | -                  | [ 大阪府 15 ] | -             |
| 1985年（昭和60年） | 10,067   | 11,642   | 21,709   | -                  | -                  | [ 大阪府 16 ] | -             |
| 1986年（昭和61年） | 11,416   | 10,910   | 22,326   | -                  | -                  | [ 大阪府 17 ] | -             |
| 1987年（昭和62年） | 11,971   | 11,751   | 23,722   | -                  | -                  | [ 大阪府 18 ] | -             |
| 1988年（昭和63年） | 12,678   | 11,222   | 23,900   | -                  | -                  | [ 大阪府 19 ] | -             |
| 1989年（平成元年） | -        | -        | -        | -                  | -                  | [ 大阪府 20 ] | -             |
| 1990年（平成02年） | 12,850   | 15,039   | 27,889   | -                  | -                  | [ 大阪府 21 ] | -             |
| 1991年（平成03年） | -        | -        | -        | -                  | -                  | [ 大阪府 22 ] | -             |
| 1992年（平成04年） | 14,157   | 13,994   | 28,151   | -                  | -                  | [ 大阪府 23 ] | -             |
| 1993年（平成05年） | -        | -        | -        | -                  | -                  | [ 大阪府 24 ] | -             |
| 1994年（平成06年） | -        | -        | -        | -                  | -                  | [ 大阪府 25 ] | -             |
| 1995年（平成07年） | 14,857   | 15,076   | 29,933   | -                  | -                  | [ 大阪府 26 ] | -             |
| 1996年（平成08年） | 15,934   | 16,367   | 32,301   | -                  | -                  | [ 大阪府 27 ] | -             |
| 1997年（平成09年） | 18,280   | 19,097   | 37,377   | -                  | -                  | [ 大阪府 28 ] | -             |
| 1998年（平成10年） | 18,435   | 19,532   | 37,967   | -                  | -                  | [ 大阪府 29 ] | -             |
| 1999年（平成11年） | -        | -        | -        | -                  | -                  | [ 大阪府 30 ] | -             |
| 2000年（平成12年） | 18,676   | 19,177   | 37,853   | -                  | -                  | [ 大阪府 31 ] | -             |
| 2001年（平成13年） | 18,586   | 19,067   | 37,653   | -                  | -                  | [ 大阪府 32 ] | -             |
| 2002年（平成14年） | 19,101   | 19,298   | 38,399   | -                  | -                  | [ 大阪府 33 ] | -             |
| 2003年（平成15年） | 18,663   | 18,978   | 37,641   | -                  | -                  | [ 大阪府 34 ] | -             |
| 2004年（平成16年） | 18,401   | 19,292   | 37,693   | -                  | -                  | [ 大阪府 35 ] | -             |
| 2005年（平成17年） | 18,937   | 19,179   | 38,116   | -                  | -                  | [ 大阪府 36 ] | -             |
| 2006年（平成18年） | 18,757   | 19,300   | 38,057   | -                  | -                  | [ 大阪府 37 ] | -             |
| 2007年（平成19年） | 19,933   | 20,489   | 40,422   | -                  | -                  | [ 大阪府 38 ] | -             |
| 2008年（平成20年） | 20,186   | 20,706   | 40,892   | 7,680              | 7,788              | [ 大阪府 39 ] | [ 茨木市 1 ]  |
| 2009年（平成21年） | 19,711   | 20,264   | 39,975   | 7,827              | 8,017              | [ 大阪府 40 ] | [ 茨木市 1 ]  |
| 2010年（平成22年） | 19,140   | 20,259   | 39,399   | 7,767              | 8,002              | [ 大阪府 41 ] | [ 茨木市 1 ]  |
| 2011年（平成23年） | 19,272   | 20,521   | 39,793   | 7,707              | 8,128              | [ 大阪府 42 ] | [ 茨木市 1 ]  |
| 2012年（平成24年） | 19,628   | 20,729   | 40,357   | 7,717              | 8,127              | [ 大阪府 43 ] | [ 茨木市 1 ]  |
| 2013年（平成25年） | 19,264   | 20,480   | 39,744   | 8,030              | 8,327              | [ 大阪府 44 ] | [ 茨木市 2 ]  |
| 2014年（平成26年） | 19,810   | 21,096   | 40,906   | 7,897              | 8,222              | [ 大阪府 45 ] | [ 茨木市 3 ]  |
| 2015年（平成27年） | 21,162   | 22,520   | 43,682   | 8,216              | 8,606              | [ 大阪府 46 ] | [ 茨木市 4 ]  |
| 2016年（平成28年） | 21,553   | 22,876   | 44,429   | 8,599              | 8,960              | [ 大阪府 47 ] | [ 茨木市 5 ]  |
| 2017年（平成29年） | 21,570   | 22,907   | 44,477   | 8,854              | 9,213              | [ 大阪府 48 ] | [ 茨木市 6 ]  |
| 2018年（平成30年） | 21,279   | 22,860   | 44,139   | 8,815              | 9,183              | [ 大阪府 49 ] | [ 茨木市 7 ]  |
| 2019年（令和元年） | 23,579   | 23,360   | 46,939   | 8,693              | 9,117              | [ 大阪府 50 ] | [ 茨木市 8 ]  |
| 2020年（令和02年） | 19,298   | 19,323   | 38,621   | 6,634              | 6,865              | [ 大阪府 51 ] | [ 茨木市 9 ]  |
| 2021年（令和03年） | 20,160   | 20,411   | 40,571   | 6,710              | 7,051              | [ 大阪府 52 ] | [ 茨木市 10 ] |
| 2022年（令和04年） | 20,896   | 21,161   | 42,057   | 7,669              | 8,222              | [ 大阪府 53 ] | [ 茨木市 11 ] |
| 2023年（令和05年） | 21,612   | 22,037   | 43,649   | 8,077              | 8,619              | [ 大阪府 54 ] | [ 茨木市 12 ] |

### 大阪モノレール
2023年（令和5年）次の1日平均乗降人員は29,831人である。大阪モノレールでは千里中央駅に次いで多い。
各年度の利用状況は下表の通りである。
| 年度/年次          | 各年次   | 各年次   | 各年次   | 各年度・年間（単位：千人） | 各年度・年間（単位：千人） | 各年度 乗車人員 | 順位 | 出典          | 出典          | 出典              |
| 年度/年次          | 乗車人員 | 降車人員 | 乗降人員 | 乗車人員                   | 降車人員                   | 各年度 乗車人員 | 順位 | 大阪府        | 茨木市        | モノレール        |
| ------------------ | -------- | -------- | -------- | -------------------------- | -------------------------- | --------------- | ---- | ------------- | ------------- | ----------------- |
| 1991年（平成03年） | 4,463    | 4,440    | 8,903    | -                          | -                          | -               | -    | [ 大阪府 22 ] | -             | -                 |
| 1992年（平成04年） | 5,355    | 5,478    | 10,833   | -                          | -                          | -               | -    | [ 大阪府 23 ] | -             | -                 |
| 1993年（平成05年） | 5,759    | 5,889    | 11,648   | -                          | -                          | -               | -    | [ 大阪府 24 ] | -             | -                 |
| 1994年（平成06年） | 5,815    | 5,835    | 11,650   | -                          | -                          | -               | -    | [ 大阪府 25 ] | -             | -                 |
| 1995年（平成07年） | 6,405    | 6,362    | 12,767   | -                          | -                          | -               | -    | [ 大阪府 26 ] | -             | -                 |
| 1996年（平成08年） | 6,619    | 6,521    | 13,140   | -                          | -                          | -               | -    | [ 大阪府 27 ] | -             | -                 |
| 1997年（平成09年） | 8,816    | 8,736    | 17,552   | -                          | -                          | -               | -    | [ 大阪府 28 ] | -             | -                 |
| 1998年（平成10年） | 10,181   | 10,198   | 20,379   | -                          | -                          | -               | -    | [ 大阪府 29 ] | -             | -                 |
| 1999年（平成11年） | 10,292   | 10,467   | 20,759   | -                          | -                          | -               | -    | [ 大阪府 30 ] | -             | -                 |
| 2000年（平成12年） | 10,584   | 10,703   | 21,287   | -                          | -                          | -               | -    | [ 大阪府 31 ] | -             | -                 |
| 2001年（平成13年） | 10,569   | 10,837   | 21,406   | -                          | -                          | -               | -    | [ 大阪府 32 ] | -             | -                 |
| 2002年（平成14年） | 10,717   | 11,096   | 21,813   | -                          | -                          | -               | -    | [ 大阪府 33 ] | -             | -                 |
| 2003年（平成15年） | 10,925   | 11,030   | 21,955   | -                          | -                          | -               | -    | [ 大阪府 34 ] | -             | -                 |
| 2004年（平成16年） | 10,963   | 11,020   | 21,983   | -                          | -                          | -               | -    | [ 大阪府 35 ] | -             | -                 |
| 2005年（平成17年） | 11,174   | 11,229   | 22,403   | -                          | -                          | -               | -    | [ 大阪府 36 ] | -             | -                 |
| 2006年（平成18年） | 11,565   | 11,521   | 23,086   | -                          | -                          | -               | -    | [ 大阪府 37 ] | -             | -                 |
| 2007年（平成19年） | 11,971   | 12,267   | 24,238   | -                          | -                          | -               | -    | [ 大阪府 38 ] | -             | -                 |
| 2008年（平成20年） | 12,214   | 12,498   | 24,712   | 4,491                      | 4,586                      | -               | -    | [ 大阪府 39 ] | [ 茨木市 1 ]  | -                 |
| 2009年（平成21年） | 12,165   | 12,384   | 24,549   | 4,430                      | 4,509                      | -               | -    | [ 大阪府 40 ] | [ 茨木市 1 ]  | -                 |
| 2010年（平成22年） | 12,197   | 12,403   | 24,600   | 4,444                      | 4,512                      | -               | -    | [ 大阪府 41 ] | [ 茨木市 1 ]  | -                 |
| 2011年（平成23年） | 12,184   | 12,318   | 24,502   | 4,483                      | 4,531                      | -               | -    | [ 大阪府 42 ] | [ 茨木市 1 ]  | -                 |
| 2012年（平成24年） | 12,470   | 12,566   | 25,036   | 4,552                      | 4,586                      | -               | -    | [ 大阪府 43 ] | [ 茨木市 1 ]  | -                 |
| 2013年（平成25年） | 12,572   | 12,479   | 25,051   | 4,652                      | 4,603                      | -               | -    | [ 大阪府 44 ] | [ 茨木市 2 ]  | -                 |
| 2014年（平成26年） | 12,966   | 12,865   | 25,831   | 4,722                      | 4,686                      | 12,936          | 2位  | [ 大阪府 45 ] | [ 茨木市 3 ]  | [ モノレール 1 ]  |
| 2015年（平成27年） | 13,740   | 13,530   | 27,270   | 5,015                      | 4,938                      | 14,316          | 2位  | [ 大阪府 46 ] | [ 茨木市 4 ]  | [ モノレール 2 ]  |
| 2016年（平成28年） | 15,347   | 14,949   | 30,296   | 5,546                      | 5,402                      | 15,195          | 2位  | [ 大阪府 47 ] | [ 茨木市 5 ]  | [ モノレール 3 ]  |
| 2017年（平成29年） | 15,364   | 14,975   | 30,339   | 5,649                      | 5,502                      | 15,477          | 2位  | [ 大阪府 48 ] | [ 茨木市 6 ]  | [ モノレール 4 ]  |
| 2018年（平成30年） | 15,575   | 15,127   | 30,702   | 5,683                      | 5,528                      | 15,569          | 2位  | [ 大阪府 49 ] | [ 茨木市 7 ]  | [ モノレール 5 ]  |
| 2019年（令和元年） | 15,760   | 15,438   | 31,198   | 5,650                      | 5,546                      | 15,436          | 2位  | [ 大阪府 50 ] | [ 茨木市 8 ]  | [ モノレール 6 ]  |
| 2020年（令和02年） | 12,147   | 11,954   | 24,101   | 4,255                      | 4,179                      | 11,656          | 2位  | [ 大阪府 51 ] | [ 茨木市 9 ]  | [ モノレール 7 ]  |
| 2021年（令和03年） | 12,339   | 12,141   | 24,480   | 4,545                      | 4,474                      | 12,453          | 2位  | [ 大阪府 52 ] | [ 茨木市 10 ] | [ モノレール 8 ]  |
| 2022年（令和04年） | 13,816   | 13,586   | 27,402   | 5,192                      | 5,107                      | 14,223          | 2位  | [ 大阪府 53 ] | [ 茨木市 11 ] | [ モノレール 9 ]  |
| 2023年（令和05年） | 15,010   | 14,821   | 29,831   | 5,536                      | 5,470                      | 15,128          | 2位  | [ 大阪府 54 ] | [ 茨木市 12 ] | [ モノレール 10 ] |

## 駅周辺
駅周辺は阪急電鉄が開発したマンションが立ち並ぶ。駅は、阪急京都線と大阪府道の中央環状線(高架)と近畿自動車道とが、Ｘ字状に交わる地点の南側に位置する。
阪急駅の東西にロータリーが整備されているが、2023年以降は当駅発着のバスは存在しない。
- 阪急オアシス南茨木店 - 2008年10月1日、阪急ファミリーストアから業態転換。2019年11月29日、仮設店舗として営業再開。
- 茨木市立天王小学校
- 茨木市立天王中学校
- 茨木市立東奈良小学校
- 茨木市立水尾図書館
- 茨木天王郵便局
- 茨木水尾郵便局
- 尼崎信用金庫南茨木支店
- 東奈良遺跡
- 茨木市立文化財資料館
- 佐和良義神社
- 素戔嗚尊神社
- さくら通り - 名前の通り、桜の名所。毎年春に茨木市が祭りを開催。
- 立命館大学 大阪いばらきキャンパス
- サン・チャイルド像

## 隣の駅
阪急電鉄
■京都本線
■快速特急・■特急・■通勤特急・■準特急
通過
■急行・■準急
上新庄駅 (HK-64) - 南茨木駅 (HK-68) - 茨木市駅 (HK-69)
■普通
摂津市駅 (HK-67) - 南茨木駅 (HK-68) - 茨木市駅 (HK-69)
大阪モノレール
■本線
宇野辺駅 (18) - 南茨木駅 (19) - 沢良宜駅 (20)
- 括弧内は駅番号を示す。

### 記事本文